# Funk’n’Lata
Funk'n'Lata (etwa: 'Funk und Blech') ist eine brasilianische Musikgruppe. 

## Geschichte
Gegründet wurde Funk'n'Lata von Ivo Meirelles, der seine Karriere als Mitglied der traditionsreichsten Sambaschule Estação Primeira de Mangueira in Rio de Janeiro begann und als großes Talent als Perkussionist und Komponist galt. 
Als Meirelles mit Jugendlichen der Favelas begann, die traditionellen Rhythmen des Samba mit Funk, Rap und Hip-Hop zu vermischen, geriet er 1995 in Konflikt mit der Vereinsleitung, wurde ausgeschlossen und gründete Funk'n'Lata. Die Gruppe besteht aus Trommlern und Blechbläsern, dazu kommt Rap-Gesang. Ein Markenzeichen der Band sind die weiß-blondierten Frisuren der Bandmitglieder.  
Eingestreut in die portugiesischen Texte werden auch Zitate zum Beispiel von James Brown ('Make it Funky!', in: Baile funk ao vivo) oder Queen, als Zwischengesang und Aufforderungen an das Publikum. 
Trotz des internationalen Erfolges lebt Meirelles weiter im selben Armenviertel. Eines seiner Ziele ist, den Jugendlichen eine Perspektive abseits von Verbrechen und Drogen aufzuzeigen. 1999 gründete er sein eigenes Label Do Morro Produções, mit dem er Nachwuchsbands fördert.
Die Gruppe wurde 2002 mit Liveauftritten und Interviews in dem musikalischen Dokumentarfilm Moro No Brasil von Mika Kaurismäki vorgestellt. 

## Diskografie
- 1998: O Coro Tá Comendo (Paradoxx Music)
- 1999: Funk'n'Lata (Virgin)
- 2000: Força De Expressão (Dublec Records)